# Hubertus von Aulock
Hubertus von Aulock (* 2. Oktober 1891 in Kochelsdorf, Oberschlesien; † 18. Januar 1979 in Norderstedt) war ein deutscher Generalmajor der Reserve im Zweiten Weltkrieg sowie NSKK-Gruppenführer.

## Familie
Hubertus war der dritte Sohn des preußischen Leutnants Franz von Aulock (1856–1904) und der Antonie Schoenheyder (1864–1950).
Hubertus selbst war dreimal verheiratet:
I. ⚭ 21. April 1914 (gesch. 1932) mit Elisabeth Wolf (* 10. März 1891; † 30. Januar 1945; deren zw. Ehe 1935 m. Marco Rudolf Graf von Matuschka, † 1943), † beim Untergang der torpedierten  Wilhelm Gustloff, mit der er folgende Söhne hatte:
- Wilhelm (Wilhelm-Heinrich) (* 24. Januar 1915; † 10. Juli 1997), Dipl.-Ing. (viermal verheiratet)

⚭ I 1943 Ursula Romanowski (* 27. August 1922; † 30. Januar 1945), † beim Untergang der torpedierten  Wilhelm Gustloff
⚭ II 1956 Doris Koepchen (* 16. März 1922; † 24. Mai 1972)
- Hubertus (* 10. April 1916; † 27. Juni 1941), gefallen, Oberleutnant u. Kompaniechef[2]
- Friedrich-Karl (* 3. Juli 1918; † 26. April 1988), Oberleutnant, Landwirt, Kaufmann, ⚭ 1951 Rosemarie von Poncet-Konradswaldau (* 17. September 1926)

II. ⚭ 26. Oktober 1936 (gesch. 1947) mit Else Johanna Ziersen (* 26. März 1909)
III. ⚭ 22. September 1951 mit Ingeborg Jebsen (* 17. September 1910; † nach 1987), in erster Ehe: Bolko Graf von Pfeil und Klein Ellguth († 1945)  
Seine Brüder waren Andreas, der es als Festungskommandant von Saint-Malo im Zweiten Weltkrieg zu einiger Bekanntheit brachte und Wilhelm, ein deutscher Ministerialbeamter.

## Leben
Aulock trat im Sommer 1911 als Fahnenjunker in das Infanterie-Regiment „Keith“ (1. Oberschlesisches) Nr. 22 der Preußischen Armee ein, absolvierte die Hauptkadettenanstalt zu Lichterfelde und wurde am 19. November 1912 zum Leutnant befördert. Während des Ersten Weltkrieges wurde er als Zug- und Kompanieführer sowie als Bataillonsadjutant verwendet. Am 22. März 1916 erfolgte die Beförderung zum Oberleutnant.
Nach dem Waffenstillstand von Compiègne und der Rückführung in die Heimat bildete Aulock aus demobilisierten Teilen seines Regiments am 11. Dezember 1918 das Freikorps „von Aulock“, das 1919 in das Reichswehr-Jäger-Bataillon 8 der Vorläufigen Reichswehr übernommen wurde.
Während des Kapp-Putsches übernahmen Soldaten dieses Freikorps am 14. März 1920 die Kontrolle über Breslau und verhafteten Bernhard Schottländer, Redakteur der Schlesischen Arbeiter-Zeitung, sowie 30 weitere Personen. Schottländer wurde von den Putschisten gefoltert und ermordet. Über einen Monat später, am 23. Juni 1920, wurde seine verstümmelte Leiche in der Oder gefunden. Nach dem Bericht von Ernst Toller verbrachte Aulock als Tatverdächtiger einige Tage im Gefängnis, wurde dann aber wegen Haftunfähigkeit straflos entlassen. Am 14. Juli 1920 wurde Aulock mit dem Charakter als Hauptmann aus dem Dienst verabschiedet.
Aulock schloss sich zum 1. August 1932 der NSDAP an (Mitgliedsnummer 1.239.329) und wurde in der Vorkriegszeit Führer der Motorbrigade Groß-Berlin des NSKK. 1939 war er noch Mitglied im Reichsluftschutzbund, der NSV und der DAF.
1937 absolviert Aulock einen Lehrgang für Adjutanten bei Divisionsnachschubführern an der Nachschubschule in Hannover und wurde als Reserveoffizier in die Wehrmacht übernommen. 1938 erfolgt rückwirkend zum 1. Oktober 1931 seine Beförderung zum Hauptmann der Reserve. Als solcher übernahm Aulock am 26. August 1939 den Posten des Kommandanten des Hauptquartiers beim Korps-Nachschubführer 403 des III. Armeekorps. Am 1. Oktober 1939 wurde er zum Major der Reserve befördert und übernahm ab dem 12. Oktober kurzzeitig das Kommando der Spezialeinheit Brandenburg.
Den Westfeldzug 1940 erlebte Aulock dann in der Position des Quartiermeisters des III. Armeekorps, die er bis zum 1. September 1940 innehatte. Am 19. Mai 1941 wurde er zum Chef des Kommandostabes beim Militärbefehlshaber Nordwest-Frankreich ernannt und am 1. Juli 1942 zum Oberstleutnant der Reserve befördert.
Zwei Jahre später, am 1. August 1944 wurde er zum Oberst der Reserve befördert und war für sechs Tage im Oktober 1943 Kommandeur der 79. Infanterie-Division.
Bei den Kämpfen um Paris führte Aulock vom 15. August bis zu seiner Gefangennahme am 2. September 1944 im Kessel von Mons die nach ihm benannte Kampfgruppe, seit dem 21. August 1944 als Generalmajor der Reserve.
Im Dezember 1948 wurde er aus der amerikanischen Kriegsgefangenschaft in Clinton, Mississippi entlassen.